# Chung Jung-yeon
Dans ce nom coréen, le nom de famille, Chung, précède le nom personnel.
Pour les articles homonymes, voir Chung.
Chung Jung-Yeon, née le 4 juillet 1987, est une judokate sud-coréenne qui évolue dans la catégorie des moins de 48 kg (super-légers).
Elle a été médaillée de bronze aux Championnats du monde de judo 2009 en moins de 48 kg.
Aux Jeux olympiques de Londres de 2012, elle a été défaite au second tour par la belge Charline Van Snick.